# راؤول لاست
راؤول لاست (بالهولندية: Raoul Last)‏ هو لاعب كرة قدم هولندي، ولد في 31 مايو 2000 في ماستريخت في هولندا.